# Matthias Warnig

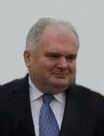
Matthias Warnig

Matthias Warnig (Altdöbern, 26 luglio 1955) è un imprenditore e manager tedesco, CEO del Nord Stream, la società responsabile per la costruzione e la gestione della pipeline di gas Nord Stream dalla Russia alla Germania. In passato è stato ufficiale della Stasi.

## Biografia

### Origini e formazione
Nato nel luglio 1955 ad Altdöbern, Bassa Lusazia, Germania Est, Warnig iniziò nel 1974 la sua carriera alla Stasi, la polizia segreta della Germania dell'Est comunista.  Warnig avrebbe lavorato con l'ufficiale del KGB Vladimir Putin. I due uomini collaborarono al reclutamento di cittadini della Germania Ovest per il KGB. Warnig, tuttavia, ha negato dicendo che si sono incontrati per la prima volta nel 1991, quando Putin era a capo del Comitato per le relazioni esterne dell'ufficio del sindaco di San Pietroburgo.
Alla fine del 1970, Warnig ha ricevuto 5 anni di formazione su come infiltrarsi nelle banche della Germania Ovest. 
Warnig aveva apparentemente spiato Dresdner Bank AG in Germania Ovest per 2 anni alla fine del 1980 prima di iniziare a lavorare in banca. Si dimise da maggiore dalla Stasi nel 1989.

### Dopo la caduta del muro di Berlino
Dal 1990 Warnig è stato impiegato presso la Dresdner Bank. Dal 1991 lavora per conto della Banca di San Pietroburgo. Warnig è stato presidente del consiglio di sorveglianza della banca d'investimento Dresdner Kleinwort fino al 2006.
Warnig è membro del Consiglio di Sorveglianza della Rossiya Bank dal 2003. Fa anche parte del Consiglio di sorveglianza di Bank VTB, il secondo istituto di credito più grande della Russia. Inoltre, Warnig ha diversi mandati in società delle industrie estrattive russe: nel consiglio di sorveglianza di Rosneft, la più grande compagnia energetica del mondo, e Transneft, la compagnia di oleodotti russi. Warnig è stato membro del Consiglio di Sorveglianza della società di gas a lunga percorrenza Verbundnetz Gas AG di Lipsia per Gazprom dal 2010 al 2015 ed è stato Presidente del Consiglio di amministrazione di Gazprom Svizzera dal 2011 al 2015. Nel giugno 2011, Warnig è stato eletto nel Consiglio di amministrazione della società statale Transneft per succedere a Sergei Shmatko. 
Nell'ottobre 2012, Warnig è diventato Presidente del Consiglio di Amministrazione della United Company Rusal, uno dei maggiori produttori di alluminio al mondo. Si è dimesso da quell'incarico nel 2018 dopo che l'amministrazione Trump ha imposto sanzioni a Rusal. La Casa Bianca aveva fatto delle dimissioni di Warnig una condizione per la sua abrogazione.